# دوري كرة القدم السلوفيني الدرجة الثالثة 1996–97
دوري كرة القدم السلوفيني الدرجة الثالثة 1996–97 هو موسم من دوري كرة القدم السلوفيني الدرجة الثالثة ‏. فاز فيه NK Aluminij ‏.